# Какинада
Какинада (англ. Kakinada) — город в индийском штате Андхра-Прадеш. Административный центр округа Восточный Годавари. Средняя высота над уровнем моря — 2 метра. 
По данным всеиндийской переписи 2001 года, в городе проживало 289 920 человек. Уровень грамотности взрослого населения составлял 80% (при общеиндийском показателе 59,5%). 

## История
Во времена британского владычества, благодаря безопасному рейду, город являлся одним из крупнейших транспортных узлов для поставок хлопка, сахара и риса в Европу; в обратном направлении поставлялись преимущественно железо, медь, крахмал и напитки.